# Chlorops leymi
Chlorops leymi är en tvåvingeart som beskrevs av Nartshuk 1979. Chlorops leymi ingår i släktet Chlorops och familjen fritflugor. Inga underarter finns listade i Catalogue of Life.